# Emanuel Felke

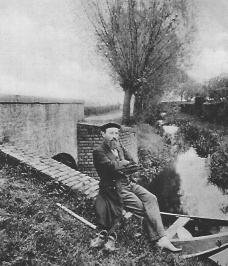
Lehmpastor Felke, um 1900

Erdmann Leopold Stephanus Emanuel Felke (* 7. Februar 1856 in Kläden bei Stendal; † 16. August 1926 in Bad Sobernheim) war ein evangelischer Pastor, der als Verfechter der Naturheilkunde hervortrat. Er lebte und arbeitete von 1896 bis 1914 in Repelen bei Moers am Niederrhein und von 1915 bis 1925 in Bad Sobernheim, entwickelte die nach ihm benannte Felkekur und wandte die Irisdiagnostik (Iridologie) an. Felke gilt auch als Vater der Komplex-Homöopathie.

## Leben
Da zu den Anwendungen auch Einreibungen mit Lehm und Lehmschlammbäder gehörten, wurde Leopold Emanuel Felke oft auch als Lehmpastor bezeichnet. Felkes Kuren bestanden aus gesunder Ernährung und Bewegung im Freien. Seine Patienten erhielten fleischarme Kost, Einreibungen mit Heilerde, kalte Bäder in Zinkbadewannen im Freien und sie mussten in Licht-Luft-Hütten auf dem Lehmboden oder Strohsäcken schlafen.

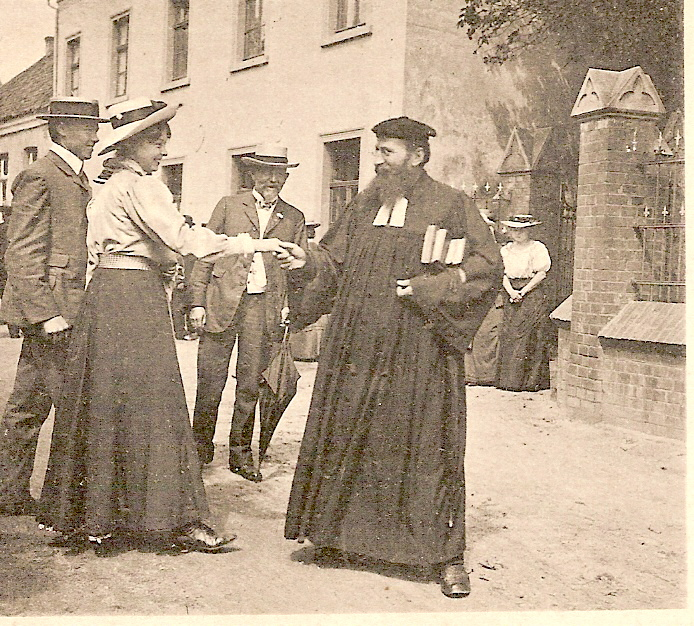
Pastor Felke in Repelen vor der Linde

Felke, Sohn eines Lehrers und einer Pfarrerstochter, hatte sich schon während seines Studiums der Theologie für medizinische Fragen interessiert und einige Semester medizinische Vorlesungen gehört. Sein Interesse lag immer im Bereich der Heilpflanzen sowie der bekannten Alternativmediziner Hahnemann (dem Begründer der Homöopathie) und Prießnitz (Hydrotherapie). In seiner ersten Pfarrstelle in Cronenberg behandelte er während einer Diphtherie-Epidemie die Kranken mit homöopathischen Mitteln und fand bei seinen Patienten viel Anerkennung. 1894 trat er seinen Dienst als Pfarrer an der evangelischen Dorfkirche in Repelen an. 1896 gründeten einige Bürger in Repelen einen homöopathischen Verein, um die Arbeit Felkes zu unterstützen, da dieser die homöopathischen Mittel meist kostenlos abgab. Felke gilt als Vater der Komplex-Homöopathie, weil er bei chronischen Krankheitsbildern mit mehreren Symptomen begann, abweichend von Hahnemann verschiedene Wirkstoffe zu kombinieren. Im Jahr 1897 reisten Felke und einige Gemeindevertreter in den Harz, wo Adolf Just, ein anderer bekannter Naturheiler dieser Zeit, im Eckertal die Kuranstalt Jungborn gegründet hatte, um dessen Einrichtung zu besichtigen. Der Besuch hatte wohl einen so großen Eindruck hinterlassen, dass man beschloss, in Repelen eine gleichartige Einrichtung zu schaffen und 1907 auch in Sobernheim.

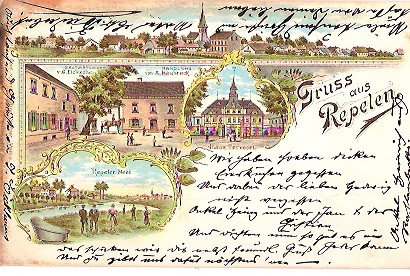
Repelen um 1900

Nicht weit von der Dorfkirche wurde eine großzügige Fläche an Wiesen und Ackerland am Repelner Meer für 50.000 Mark (heute knapp 500.000 Euro) erworben und mit erheblicher Eigenleistung in einen Kurpark umgestaltet. Hinzu kamen 50 Lichthütten als Unterkünfte für 100 bis 120 Personen sowie zwei Pavillons als Ruhe- und Liegeräume. 1898 wurde der Jungbornpark, eine heute noch beliebte Parkanlage in Moers, eingeweiht. Da sowohl die Badeanwendungen als auch Sport und Gymnastik unbekleidet erfolgten, gab es zwei gesonderte, mit Lattenzäunen umgebene Badeparks für Männer und Frauen.
Felke zog zunächst in Repelen, später ebenso in Bad Sobernheim, einen regelrechten Kurbetrieb auf. Hatte man zunächst noch angenommen, dass die ursprünglichen Kapazitäten sehr reichlich bemessen seien, zählte Repelen in der Saison von Mai bis Oktober bis zu 400 Kurgäste, so dass viele von diesen in Privatpensionen untergebracht werden mussten. Die Kurgäste waren weit gereist und stammten unter anderem aus den USA, aus Großbritannien oder aus Russland. Für das Dorf bedeutete dies einen enormen wirtschaftlichen Aufschwung insbesondere im Bereich der Hotellerie. 1914 entstand das Jungbornhotel. Die neue für die ländliche Bevölkerung ungewohnte Bewegung wurde aber auch sehr kritisch betrachtet. Wegen der Nacktheit der Kurenden während der Anwendungen wurde Felke Gefährdung der Sittlichkeit vorgeworfen, wogegen dieser sich vehement wehrte. Als man der Auflage, die umgebenden Zäune auf drei Meter zu erhöhen, nicht schnell genug nachkam, wurde der Park 1899 kurzfristig geschlossen. Auch den Kirchenoberen waren Felkes Aktivitäten nicht geheuer. Auf Nachfrage jedoch wurde aus der Gemeinde stets bestätigt, dass Felke auch seinen seelsorgerischen Pflichten stets nachkam.
Diese Kritik verhinderte nicht, dass es zu einer regelrechten Felke-Bewegung kam. So entstanden in den Jahren bis 1914 Felke-Kurorte in Berlin, Aachen, Krefeld, Kettwig, Dortmund, Stettin und Benneckenstein im Harz. Diese Einrichtungen durften den Namen Repelner Methode oder Felke Methode nur verwenden, wenn sie von Felke eine Bestätigung erhalten hatten, dass sie von ihm geschult und zugelassen worden seien. In dieser Zeit entstanden eine Vielzahl von Felke-Vereinen (zusammengeschlossen im Verband der Felke-Vereine e. V. in Krefeld) mit über 2500 Mitgliedern in Deutschland. Zugleich wurde eine Felke-Zeitschrift herausgegeben.

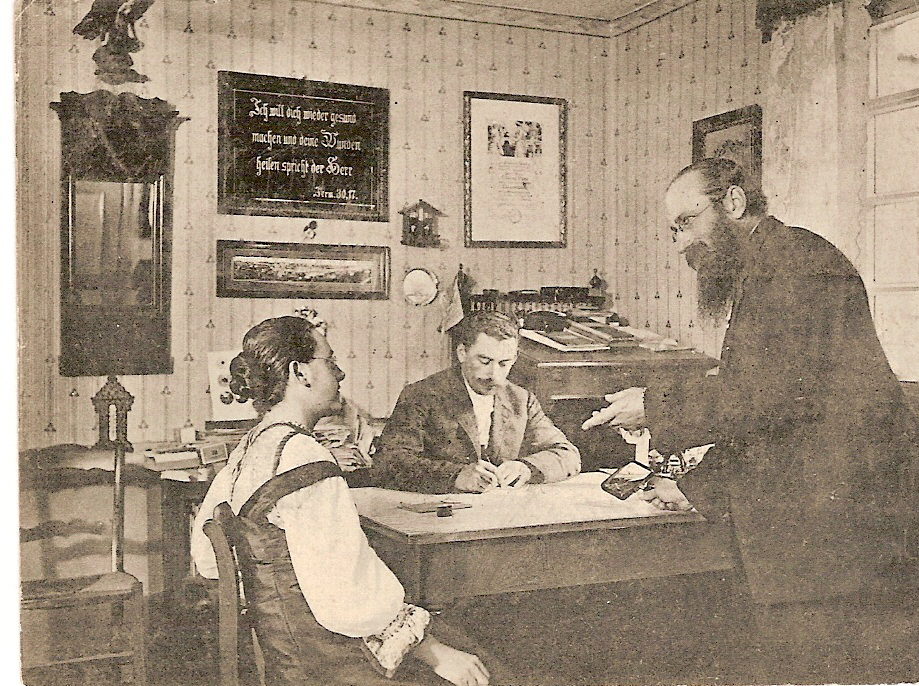
Pastor Felke in seinem Sprechzimmer in Repelen

Mit Ausbruch des Ersten Weltkrieges fand diese Entwicklung eine jähe Unterbrechung. Die Kuranlagen wurden nun als Lazarett genutzt. Hinzu kam, dass Felke wegen eines Seitensprungs 1912 sein Pfarramt hatte aufgeben müssen und nun ohne Mittel war, weil er seine homöopathischen Behandlungen weiterhin kostenlos durchführte. So wechselte Felke 1915 nach Sobernheim zu einem seiner Schüler und baute dort erneut einen großen Kurbetrieb auf. Nach dem Krieg kam Felke zwar alle 14 Tage nach Repelen, aber der Kurbetrieb erreichte hier nie wieder den Umfang, den er ursprünglich einmal hatte. So wurde der Kurbetrieb eingestellt, die Jungborngesellschaft verkaufte schließlich das Hotel an einen Gastwirt und stellte ihre Aktivitäten 1934 ein.
Felke war bis zu seinem Tod in Sobernheim, wo nach dem 1907 von einem dankbaren Patienten eingerichteten dritten „Jungborn“ und 1924 im benachbarten Diez ein viertes „Felke-Natuheilband“ hinzukam, tätig und hat einen maßgeblichen Anteil daran, dass dieser Ort an der Nahe zu einem erfolgreichen Kurort wurde. Deshalb wurde er mit der Ehrenbürgerwürde ausgezeichnet. Er starb 1926 und wurde in Sobernheim bestattet.

## Nachleben, Ehrungen
Später errichtete man zu seinen Ehren ein Denkmal und in Moers-Repelen ein kleines Felke-Museum. Seit 15. Mai 1996 ist das Emanuel-Felke-Gymnasium in Bad Sobernheim nach ihm benannt.
In Bad Sobernheim wurde 1992 ein Barfußpfad eingerichtet, der auf Anregungen von Felke zurückgeht. Dieser 3,5 km lange Rundweg führt über verschiedene Stationen wie Natursteine, Kiesel, Holz, Lehmbecken, Wasser, Balancierstationen und Grasflächen, so dass die Sinne, die Fußreflexzonen und der Bewegungsapparat aktiviert werden. Ein ähnlicher Pfad ist auch am Museum in Moers-Repelen angelegt.
Noch heute gibt es eine Reihe von Felke-Vereinen. Bad Sobernheim ist mit drei Kureinrichtungen weiterhin das Zentrum der Felkekuren, die daneben auch in Diez an der Lahn und in Meddersheim bestehen. Sowohl Lehmkuren (siehe Peloidtherapie) als auch die Augendiagnostik sind in der Praxis der Naturheilkunde zu Beginn des 21. Jahrhunderts feste Bestandteile der Behandlungspraxis geworden. Seit 1984 gibt es das Felke-Institut für Iridologie. Weiterhin besteht mit Sitz in Bad Sobernheim eine Ärztliche Arbeitsgemeinschaft für Felke-Therapie und ein Hersteller homöopathischer Komplexarzneimittel, die Hevert-Arzneimittel GmbH & Co. KG.

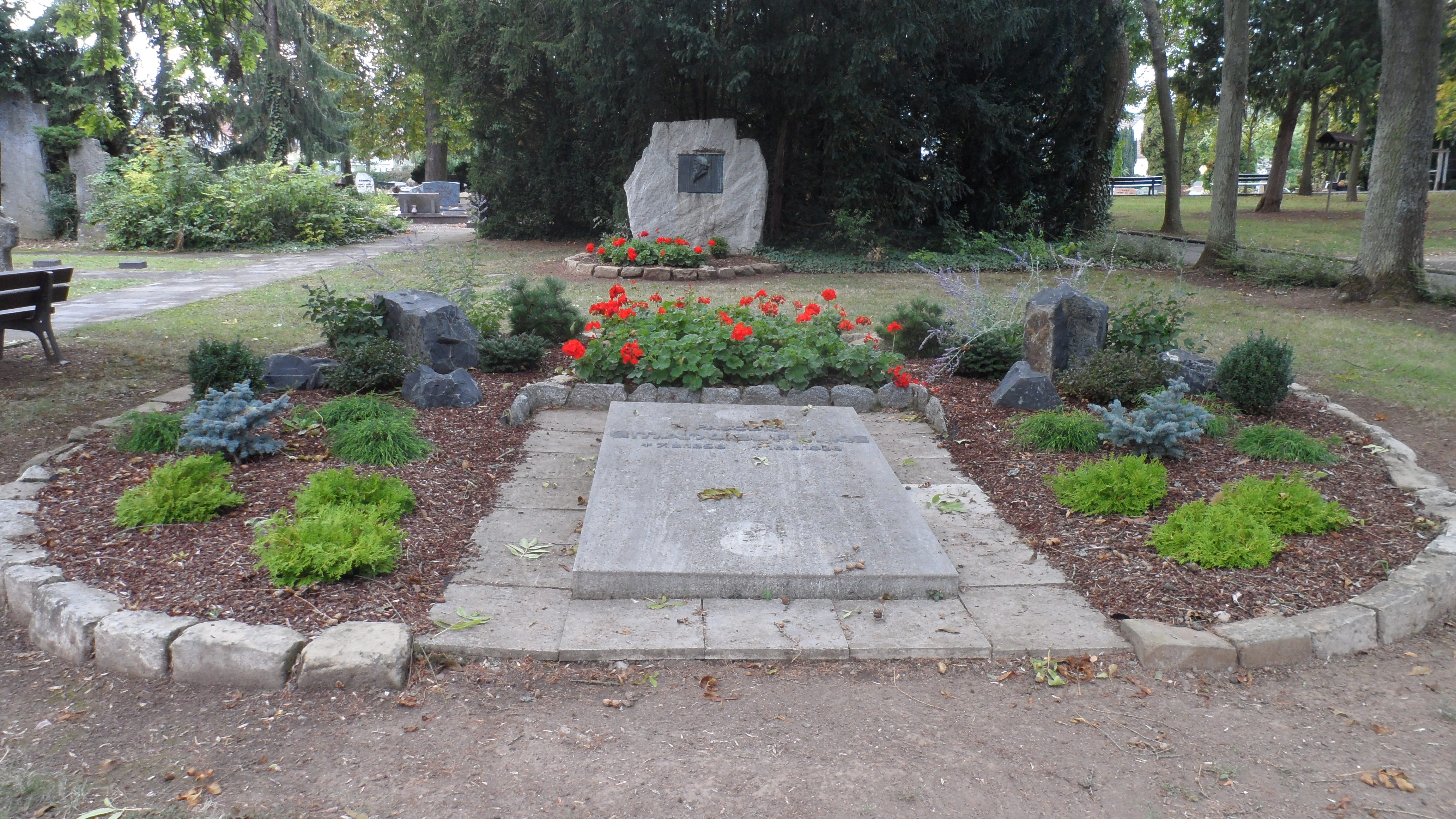
Grabmal Emanuel-Felke auf dem Bad Sobernheimer Friedhof
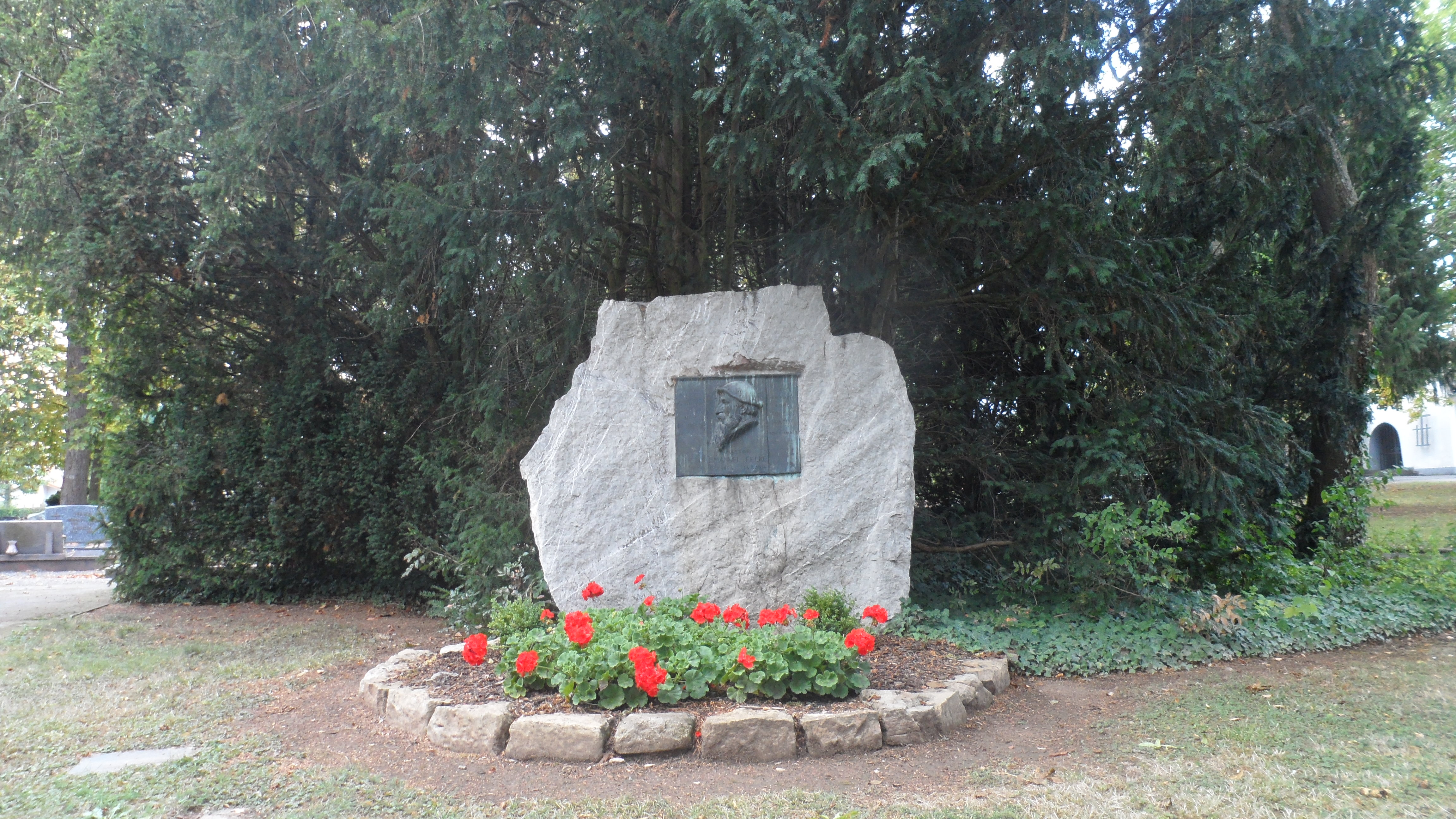
Granitblock mit Bronze (aus dem Jahr 1926) in Gedenken an Emanuel Felke

## Werk

### Augendiagnostik
Felke war bekannt für seine Irisdiagnose. Das Verfahren war von Anfang an umstritten und wird bis heute von der Medizin aufgrund fehlenden empirischen Nachweises nicht anerkannt. Felke wurde in insgesamt 16 Prozessen wegen Körperverletzung und zuletzt sogar wegen fahrlässiger Tötung angeklagt, aber immer freigesprochen. Im letzten Prozess, der 1909 stattfand, musste Felke unter Aufsicht einer Reihe von zum Teil prominenten Medizinern, darunter der Chirurg Carl Garrè, 20 Kranke nur anhand der Iriden diagnostizieren. Felke protestierte, weil ihm ein Sprechen mit den Kranken, wie er es üblicherweise zur Feststellung der Anamnese tat, nicht gestattet war. Wie viele Diagnosen richtig waren, ist nicht bekannt; er konnte aber die Richter überzeugen.

### Die Felkekur
Die Felkekur, unter anderem orientiert an der Wasserheilkunde des Vincenz Prießnitz, besteht aus folgenden Grundelementen (Originalbeschreibung):
1. Felke Sitzbad: Ein Felke Sitzbad wird in der Felke Wanne (ca. 40 cm hohe Sitzbadewanne aus Zink) genommen. Wasser eine Hand breit hoch, naturkalt. Beim Niedersetzen werden die Füße bei angezogenen Beinen in die Wanne gestellt. Während des Badens wird das Wasser mit beiden Händen an den Unterleib heraufgeholt und der Unterleib wird sodann von oben nach unten mit den Händen gestrichen (frottiert). Badedauer 1–5 Min. Nach dem Sitzbade wird der ganze Körper mit dem Wasserschlauch abgespült. Reihenfolge des Abspülens: Unterleib, Bauch, Brust, Rücken von unten nach oben, Oberschenkel, Waden bzw. Unterschenkel, rechte Schulter, linke Schulter. Nach dem Sitzbad tüchtig Bewegung und mit den Händen trocken reiben (Freiübungen und Tiefatmen). Kein Handtuch benutzen. Nach Trockenwerden des Körpers ankleiden, wenn nicht noch ein Lichtluftbad sich anschließen soll.
2. Lichtluftbad: Ein Lichtluftbad kann zu jeder Zeit genommen werden. Der Badende kleidet sich schnell aus, läuft dann umher und reibt dabei den Körper mit den Händen, auch von Zeit zu Zeit energische Bewegungen mit den Gliedmaßen ausführend. Allmählich wird der Körper behaglich warm, alsdann kann der Badende sich zeitweilig hinsetzen oder langsam spazieren gehen. Dauer des Lichtluftbadens: im Anfang 15–20 Minuten. Allmählich wird diese Zeit ausgedehnt und kann nach einigen Tagen schließlich von unbegrenzter Dauer sein. Je länger dann, desto lieber und schöner. Nervöse wollen das Lichtluftbad nicht zu lange ausdehnen. Viele schließen an das Lichtluftbad ein kurzes Sitzbad (siehe zu 1) oder eine kalte Abspülung mit dem Schlauch an. Nachher trocken reiben mit den Händen und dann ankleiden.
3. Lehmbad: Ein Lehmbad wird von Pastor Felke oder seinen Vertretern bei gewissen Krankheitsformen verordnet und genau in der Weise genommen, wie das Sitzbad (siehe z. 1) nur mit der Unterscheidung, dass das Wasser mit gutem steinfreien Lehm vermengt wird, bis es einen dünnflüssigen Brei ergibt. Nach dem Lehmbaden abspülen mit dem Schlauch und Trockenreiben mit den Händen. Dauer des Lehmbadens nach Verordnung.
4. Erdschlafen: Das Erdschlafen (nächtliches Liegen und Schlafen auf dem Erdboden) entweder ohne jede Unterlage oder auf einer wollenen Decke oder auf einer Strohmatratze (Strohsack) ist anerkanntermaßen ein ebenso kräftigendes und die Nerven stählendes Heilmittel. Das ist kein Aberglaube. Man bedeckt sich mit soviel Wolldecken, dass man sich behaglich warm fühlt und wenn man dann morgens frisch und munter von diesem Erdlager sich erhebt, stürzt man sofort in die Sitzbadewanne. Ein wetterharter Körper ist die sichere Folge dieser Prozeduren, sie somit nicht genug empfohlen werden können.
5. Es sei schließlich noch das regelmäßige Luftbaden der Lungen und Atmungsorgane dringend empfohlen. Im Licht-Luftbad lässt sich im Anschluss an das sonstige Baden mehrmals das Baden der Lungen ausführen. Dasselbe geschieht durch langsames tiefes Einziehen der Luft mittels der Nase bei geschlossenem Munde und durch Ausstoßen der durch die Nase eingesogenen Luft durch den Mund. Das wird nacheinander 12- bis 20-mal ausgeführt, man bemühe sich, die Luft möglichst lange nach der Einatmung anzuhalten. Bei Ausführung des Lungenbades hält man die Arme über den Kopf erhoben oder auf den Rücken gelegt.

Ergänzt wurden die Anwendungen durch eine nahezu fleischfreie Diät mit viel Gemüse, Grünkern, Kartoffeln und Obst, durch die Felke eine Entgiftung des Körpers aufgrund von Fehlernährungen erreichen wollte. Dabei differenzierte Felke zum Teil die Ernährung in Abhängigkeit von den Krankheitsbildern seiner Patienten.

### Homöopathie und Naturmedizin
Wie Kneipp, Prießnitz, Rikli, Kuhne und Just gehört Felke in die Reihe bedeutender Laienbehandler, die zu Beginn des 20. Jahrhunderts der Naturheilkunde entscheidende Impulse gaben. Felke machte übrigens nie einen Hehl daraus, dass er sich nicht für den Erfinder eines Heilverfahrens hielt. „Die Homöopathie ist es gewesen, die mich durch ihre Einfachheit und Einheitlichkeit in der Therapie gewonnen hat. Sie ist das Rückgrat meiner ganzen Methode …“ Felkes Ideen inspirierten auch Apotheker Friedrich H. Pascoe, der 1895 die Mellinghoff’sche Apotheke in Mülheim an der Ruhr übernommen hatte. Aus dieser Zusammenarbeit ging später die Pascoe pharmazeutische Präparate GmbH hervor, die heute noch als Familienbetrieb geführt wird und sich der Naturmedizin und Komplexhomöopathie widmet.
Während Pastor Felke anfänglich meist homöopathische Einzelmittel verordnete, kam er später auf Grund seiner praktischen Erfahrungen zu einer Zusammenstellung seiner homöopathischen Komplexmittel, die er in den letzten zehn Jahren fast ausschließlich verwendete. Er ging von dem Grundsatze aus, dass eine Behandlung am schnellsten zum Ziele führe, wenn man dem bei den meisten Patienten vorliegenden „Krankheitskomplex“ mit einem „Arzneimittelkomplex“ begegne.